# Borski upravni okrug
 Borski upravni okrug (ćirilično: Борски управни округ) se nalazi u sjeveroistočnom dijelu Srbije, a graniči s Bugarskom i Rumunjskom. Središte Borskog okruga je isto imeni grad Bor s 40.342 stanovnika.

## Općine
| Općina    | Srpski jezik                          | Središte  |
| --------- | ------------------------------------- | --------- |
| Bor       | Opština Bor / Oпштина Бор             | Bor       |
| Kladovo   | Opština Kladovo / Oпштина Кладово     | Kladovo   |
| Majdanpek | Opština Majdanpek / Oпштина Мајданпек | Majdanpek |
| Negotin   | Opština Negotin / Oпштина Неготин     | Negotin   |

## Stanovništvo
Po popisu stanovništva iz 2002. godine u Borskom okrugu živi 146.551 stanovnika, dok je prosječna gustoća naseljenosti 42 stan./km².

#### Stanovništvo prema nacionalnosti
- Srbi = 118.721 (81,01%)
- Vlasi = 16.449 (11,22%)
- Romi = 1.529 (1,04%)

#### Stanovništvo po općinama
- Bor- 57.140 stanovnika.
- Kladovo- 23.613 stanovnika.
- Majdanpek- 23.703 stanovnika.
- Negotin- 43.551 stanovnika.

## Gospodarstvo
Borski okrug bogat je rudnicima bakra i zlata, posebno u općinama Bor i Majdanpek. Gospodarstvo se temelji na eksplotaciji prirodnih resursa.

## Vanjske poveznice
- Internet portal Borskog okruga